# Bundesratswahl 1922
Am 14. Dezember 1922 fanden in der Schweiz die Gesamterneuerungswahlen des Bundesrates statt. Die beiden Kammern des neu gewählten Parlaments, die Vereinigte Bundesversammlung, wählten die Schweizer Regierung, den Bundesrat, für die von 1923 bis 1925 dauernde Amtszeit. Die Sitze wurden einzeln in der Reihenfolge des Amtsalters der Sitzinhaber bestellt. Da es keine Rücktritte aus dem Bundesrat gab, kam es zu keinen Ersatzwahlen.

## Wahlen

### Erste Wahl (Sitz von Giuseppe Motta, KVP)

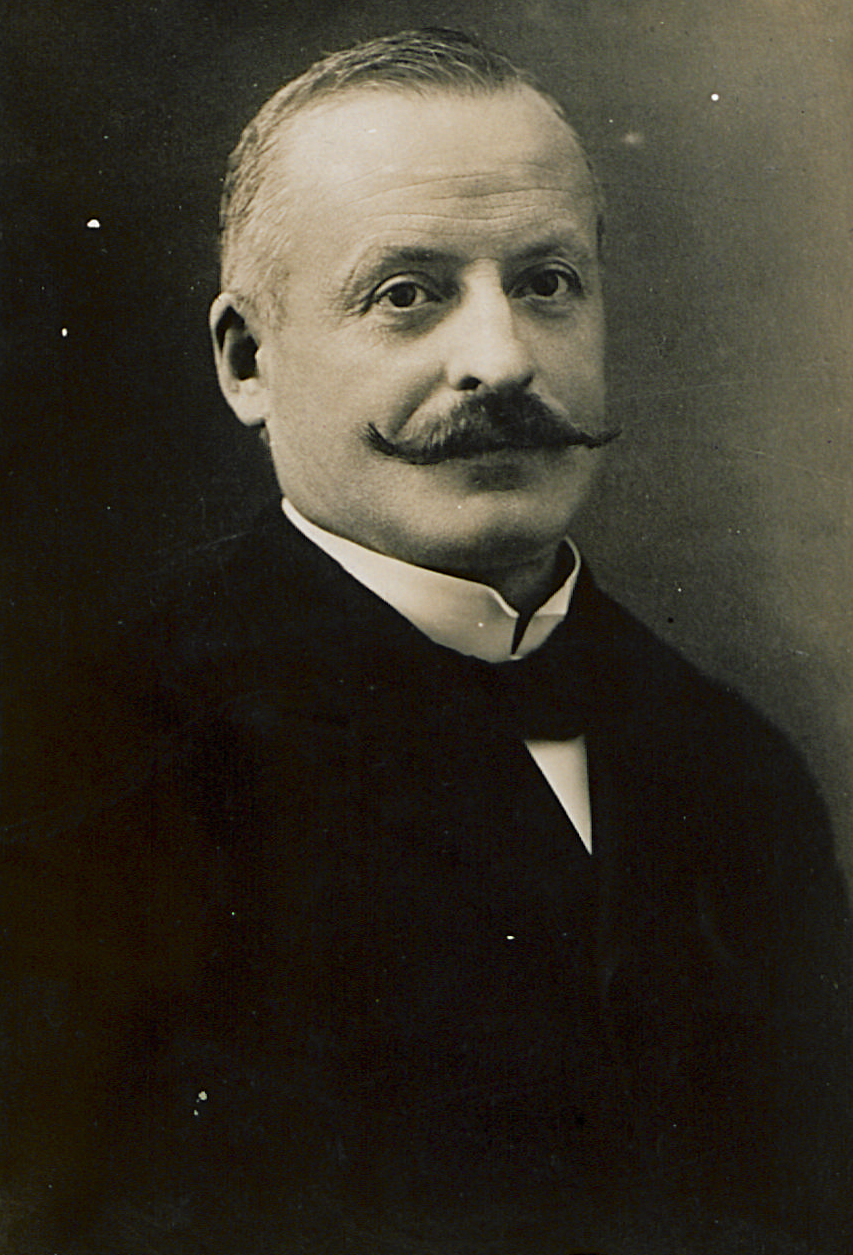
Giuseppe Motta (1916)

Giuseppe Motta (KVP) wurde am 14. Dezember 1911 in den Bundesrat gewählt. Er übernahm das Finanz- und Zolldepartement. 1920 wechselte er ins Politische Departement. Er stellte sich als amtsältester Bundesrat als erster zur Wahl.
|                         | 1. Wahlgang |
| ----------------------- | ----------- |
| ausgeteilte Wahlzettel  | 227         |
| eingegangene Wahlzettel | 222         |
| leer/ungültig           | 33/3        |
| gültig Total            | 186         |
| absolutes Mehr          | 94          |
| Giuseppe Motta          | 148         |
| Verschiedene            | 38          |

### Zweite Wahl (Sitz von Edmund Schulthess, FDP)

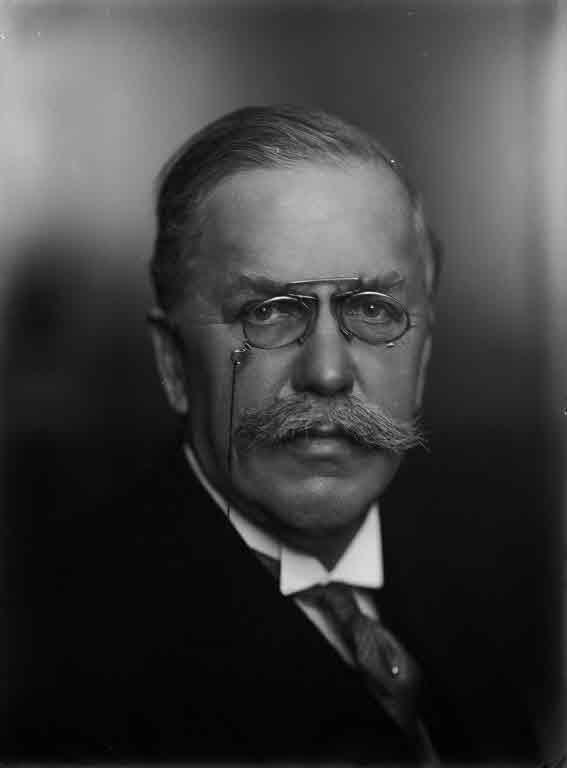
Edmund Schulthess (1935)

Bundesrat Edmund Schulthess (FDP) wurde am 17. Juli 1912 in den Bundesrat gewählt und war von 1912 bis 1940 Vorsteher des Volkswirtschaftsdepartements, das bis 1914 den Titel Handels-, Industrie- und Landwirtschaftsdepartement trug.
|                         | 1. Wahlgang |
| ----------------------- | ----------- |
| ausgeteilte Wahlzettel  | 224         |
| eingegangene Wahlzettel | 218         |
| leer/ungültig           | 38/0        |
| gültig Total            | 180         |
| absolutes Mehr          | 91          |
| Edmund Schulthess       | 136         |
| Verschiedene            | 44          |

### Dritte Wahl (Sitz von Robert Haab, FDP)

Robert Haab 1928/29

Bundesrat Robert Haab (FDP) wurde am 13. Dezember 1917 in den Bundesrat gewählt und war von 1918 bis 1929 Vorsteher des Post- und Eisenbahndepartements.
|                         | 1. Wahlgang |
| ----------------------- | ----------- |
| ausgeteilte Wahlzettel  | 213         |
| eingegangene Wahlzettel | 213         |
| leer/ungültig           | 33/0        |
| gültig Total            | 180         |
| absolutes Mehr          | 91          |
| Robert Haab             | 170         |
| Verschiedene            | 10          |

### Vierte Wahl (Sitz von Karl Scheurer, FDP)

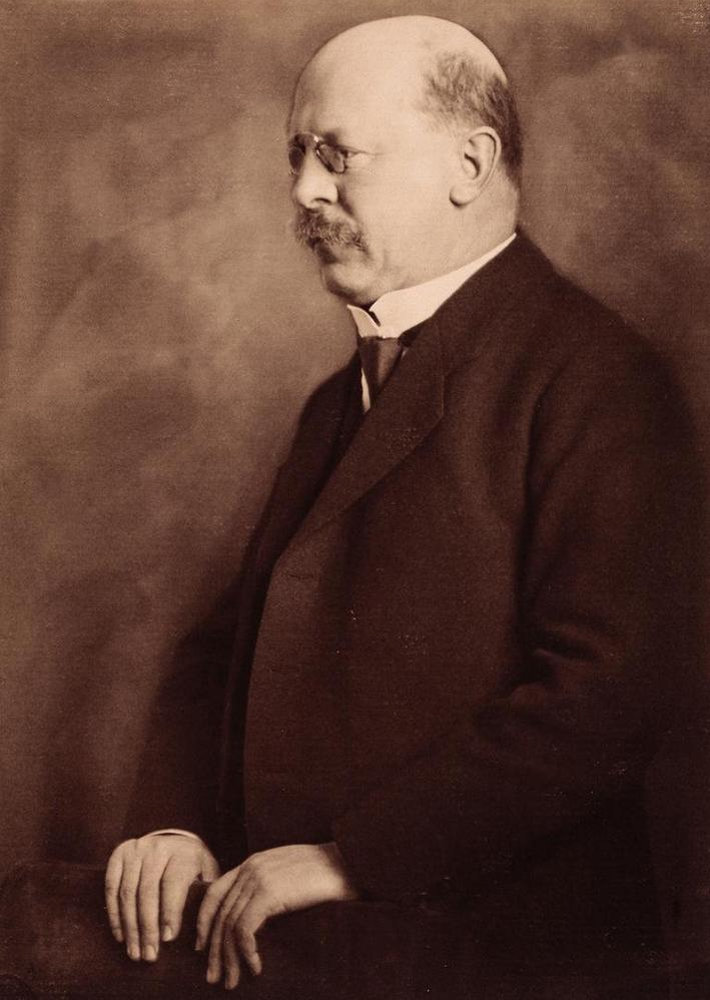
Karl Scheurer (ca. 1920)

Karl Scheurer (FDP) wurde am 11. Dezember 1919 zum Bundesrat gewählt. Er war von 1920 bis 1929 Vorsteher des Militärdepartements.
|                         | 1. Wahlgang |
| ----------------------- | ----------- |
| ausgeteilte Wahlzettel  | 210         |
| eingegangene Wahlzettel | 206         |
| leer/ungültig           | 35/0        |
| gültig Total            | 171         |
| absolutes Mehr          | 86          |
| Karl Scheurer           | 156         |
| Verschiedene            | 15          |

### Fünfte Wahl (Sitz von Ernest Chuard, FDP)

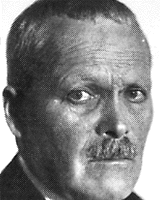
Ernest Chuard

Ernest Chuard (FDP) wurde am 11. Dezember 1919 zum Bundesrat gewählt und war dann von 1920 bis 1928 Vorsteher des Departements des Innern.
|                         | 1. Wahlgang |
| ----------------------- | ----------- |
| ausgeteilte Wahlzettel  | 220         |
| eingegangene Wahlzettel | 214         |
| leer/ungültig           | 40/0        |
| gültig Total            | 174         |
| absolutes Mehr          | 88          |
| Ernest Chuard           | 151         |
| Verschiedene            | 23          |

### Sechste Wahl (Sitz von Jean-Marie Musy, KVP)

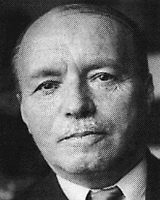
Jean-Marie Musy

Jean-Marie Musy (KVP) wurde am 11. Dezember 1919 zum Bundesrat gewählt. Er war von 1920 bis 1934 Vorsteher des Finanz- und Zolldepartements.
|                         | 1. Wahlgang |
| ----------------------- | ----------- |
| ausgeteilte Wahlzettel  | 221         |
| eingegangene Wahlzettel | 217         |
| leer/ungültig           | 49/1        |
| gültig Total            | 167         |
| absolutes Mehr          | 84          |
| Jean-Marie Musy         | 143         |
| Verschiedene            | 24          |

### Siebte Wahl (Sitz von Heinrich Häberlin, FDP)

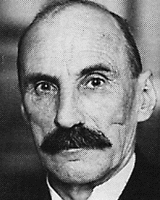
Heinrich Häberlin

Heinrich Häberlin (FDP) am 12. Februar 1920 zum Bundesrat gewählt. Er war von 1920 bis 1934 Vorsteher des Justiz- und Polizeidepartements.
|                         | 1. Wahlgang |
| ----------------------- | ----------- |
| ausgeteilte Wahlzettel  | 219         |
| eingegangene Wahlzettel | 215         |
| leer/ungültig           | 42/3        |
| gültig Total            | 170         |
| absolutes Mehr          | 86          |
| Heinrich Häberlin       | 149         |
| Verschiedene            | 21          |

## Wahl des Bundeskanzlers

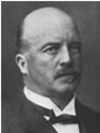
Adolf von Steiger

Der amtierende Bundeskanzler Adolf von Steiger (FDP) trat zur Wiederwahl an und wurde mit 170 Stimmen im Amt bestätigt.
|                         | 1. Wahlgang |
| ----------------------- | ----------- |
| ausgeteilte Wahlzettel  | 200         |
| eingegangene Wahlzettel | 197         |
| leer/ungültig           | 18/1        |
| gültig Total            | 178         |
| absolutes Mehr          | 90          |
| Adolf von Steiger       | 170         |
| Verschiedene            | 8           |

## Wahl des Bundespräsidenten
Karl Scheurer (FDP) wurde mit 172 Stimmen zum Bundespräsidenten für das Jahr 1923 gewählt.
|                         | 1. Wahlgang |
| ----------------------- | ----------- |
| ausgeteilte Wahlzettel  | 216         |
| eingegangene Wahlzettel | 211         |
| leer/ungültig           | 34/2        |
| gültig Total            | 175         |
| absolutes Mehr          | 88          |
| Karl Scheurer           | 172         |
| Verschiedene            | 3           |

## Wahl des Vizepräsidenten
Ernest Chuard (FDP) wurde mit 162 Stimmen zum Vizepräsidenten gewählt.
|                         | 1. Wahlgang |
| ----------------------- | ----------- |
| ausgeteilte Wahlzettel  | 210         |
| eingegangene Wahlzettel | 205         |
| leer/ungültig           | 30/2        |
| gültig Total            | 173         |
| absolutes Mehr          | 87          |
| Ernest Chuard           | 162         |
| Verschiedene            | 11          |